# 本城藤造
本城 藤造（ほんじょう とうぞう、明治13年（1880年） - 昭和7年（1932年））は、日本の政治家。第34代鳥取県会議長。元鳥取県気高郡大和村長。農業。

## 経歴
鳥取県気高郡大和村横枕（現・鳥取市横枕）に生まれる。大和村長を務めた本城竹次郎の長男。
1895年、鳥取県立農学校（現・鳥取県立倉吉農業高等学校）卒業。
1901年から農業技術員として鳥取・大分・群馬・新潟県下に勤務。
1919年に大和村長、1923年から鳥取県会議員となり、1932年に第34代鳥取県会議長に就任したが、2ヵ月足らずで任期中に死去。
民政党鳥取県支部幹事長、鳥取県一心会評議員も務めた。

## 家族 親族

### 本城家
（鳥取県鳥取市横枕）
- 父・竹次郎[2]
- 弟

平造（東伯郡倉吉町、徳岡仁平婿養子となる）
杢三（とっとりデジタルコレクション--本城杢三）
- 妻・すみ（気高郡大和村倭文、中村平蔵長女[2]）

明治15年（1882年）2月生 - 没
- 妻・文子[2]

明治37年（1904年）11月生 - 没

### 近親者
- 加藤新太郎（気高郡大和村横枕・本城清造二男[4]、明治村上原・加藤家養子、農業[4]とっとりデジタルコレクション--加藤新太郎）